# Kloster Frauenberg (Fulda)

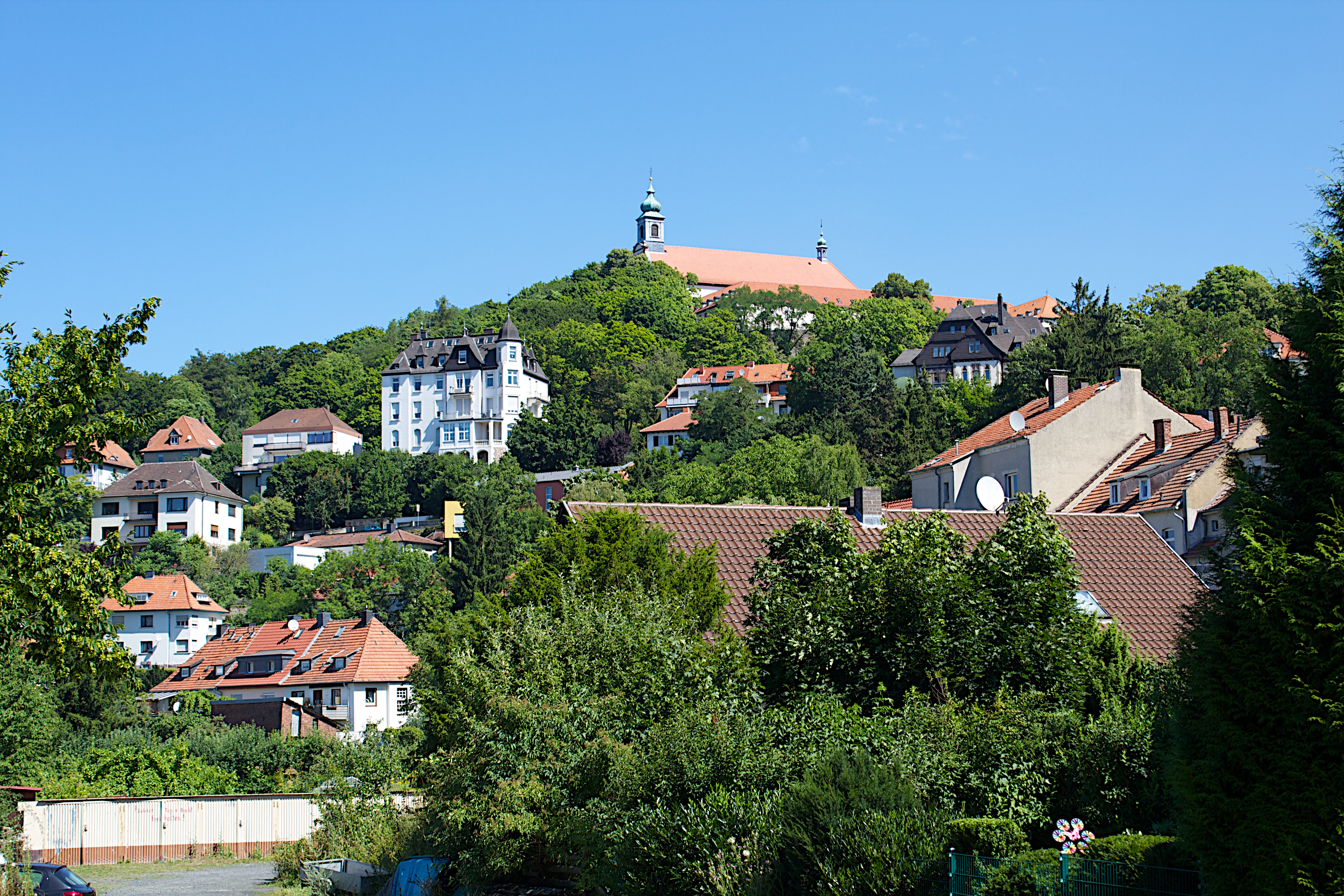
Das Kloster Frauenberg hoch über der Stadt Fulda

Das Kloster Frauenberg (lateinisch: Conventus Beatae Mariae Virginis in monte Fuldensis ‚Konvent der seligen Jungfrau Maria auf dem Fuldaer Berg‘) ist ein Kloster der Franziskaner auf dem gleichnamigen Berg in Fulda. Im Kloster befand sich das Provinzialat der Thüringischen Franziskanerprovinz, die 2010 mit den vier anderen Provinzen zur Deutschen Franziskanerprovinz vereint wurde. Zum Kloster gehört auch eine spätbarocke Klosterkirche.
Nördlich des Klosters befindet sich der städtische Friedhof Frauenberg.

## Geschichte

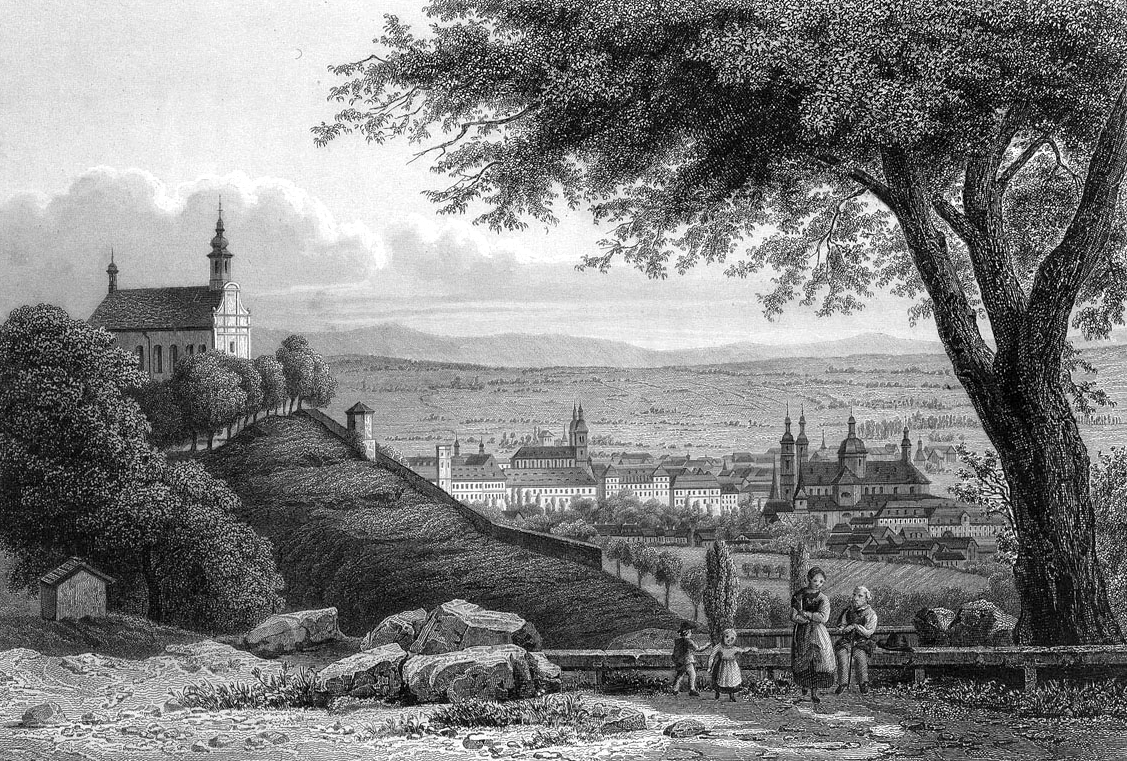
Franziskanerkloster Frauenberg vor Stadtansicht von Fulda, 1850

### 744 – ca. 1049: Von Bonifatius bis zum Ende der Gemeindekirche
Im Jahr 744 kam Sturmius nach Fulda, um im Auftrag seines Meisters Bonifatius das Kloster Fulda zu errichten, welches die Keimzelle der Stadt Fulda wurde. Dieser folgte ihm etwas später, um das Vorankommen des Bauunternehmens selbst zu begutachten. Wie die Mönche dieser Zeit berichteten, habe sich Bonifatius auf einen Berg nördlich des Baugeländes zurückgezogen, um Ruhe vor dem Baulärm zu finden und um dort zu beten und die Heilige Schrift zu studieren. Er habe auch gelegentlich Messen auf dem Berg gefeiert, wozu er einen Altar in der zuvor errichteten hölzernen Kirche geweiht habe.
Nach Bonifatius’ Tod in Friesland 754 sollte der Berg seine Erinnerung tragen. Deswegen wurde er Bischofsberg genannt. Abt Ratgar (802–817) ließ die Kirche auf dem Bischofsberg neu bauen, da die hölzerne Kirche zu verfallen drohte. Die neue Kirche war ein massiver Steinbau, den der Erzbischof Richulf von Mainz 809 auf Wunsch Ratgars dem Patrozinium der Muttergottes unterstellte. Sie diente für die Seelsorge der um sie herum lebenden Menschen. Aufgrund dessen ließ Ratgar ein zusätzliches Gebäude bauen, in dem die Seelsorger wohnen konnten. Anfangs waren die Seelsorger Mönche aus der Abtei. Um 817 wurden sie aber von Abt Ratgar durch weltliche Chorherren ersetzt. Die Kirche auf dem Bischofsberg blieb bis etwa 1049 die Pfarr- und Gemeindekirche Fuldas, bis die Stadtpfarrkirche diese Funktion übernahm.

### Ca. 1049 – 1525: Benediktiner und mehrfache Zerstörung
Nachdem die Kirche auf dem Bischofsberg als Gemeindekirche ausgedient hatte, zogen Benediktiner in das Kloster und in die Kirche. Der Bischofsberg war eine Propstei des Klosters Fulda, welche bis zur Aufhebung der Abtei Fulda 1802 Bestand hatte. Da die Kirche dem Patrozinium der Muttergottes unterstellt war und im Laufe des 11. und 12. Jahrhunderts zum Mariendenkmal Fuldas wurde, findet sich in den Quellen immer mehr die Bezeichnung „Mons s. Mariae“, also „Marienberg“ oder dem „Berg Unserer lieben Frau“. Daraus wurde im Volksmund der Frauenberg, wie er auch heute noch heißt.
Abt Rugger II. (1176–1177) ließ in seiner Amtszeit die Kirche renovieren, da die Propstei selbst nicht viel Besitz hatte. Da die Wasserversorgung auf dem Berg ein großes Problem war, ließ Abt Heinrich VI. von Hohenberg (1315–1353) einen Ziehbrunnen errichten, der auch heute noch vorhanden ist. Während Heinrichs Regierungszeit fand die erste Verwüstung auf dem Frauenberg statt, als Heinrich sich gegen den späteren Kaiser Ludwig IV. dem Bayern auf die Seite des Papstes Johannes XXII. stellte. Die königlichen Truppen brannten den Frauenberg 1327 nieder. Als Ausgleich schenkte der Papst der Propstei Frauenberg die Pfarrei Salzschlirf.
Nachdem man die Schäden beseitigt hatte, wurde der Frauenberg erneut von aufständischen Bürgern 1331 heimgesucht, weil sich Abt Heinrich dort versteckt hielt. Ein weiteres Mal wurde der Frauenberg niedergebrannt. Doch Heinrich konnte den Aufstand niederschlagen, baute den Frauenberg wieder auf und ließ ihn befestigen. Nach diesen stürmischen Zeiten kehrte wieder Ruhe auf dem Berg ein, die rund 200 Jahre anhielt. An Ostern 1525 kam der Bauernaufstand auch ins Fuldaer Land. Am Dienstag nach Ostern zerstörten die Aufständischen alle Gegenstände im Kloster und der Kirche. Anschließend zündeten sie die Gebäude an und der Frauenberg brannte zum dritten Mal. Die Benediktinermönche flohen vom Berg. Landgraf Philipp von Hessen kam zur Hilfe und befreite den Frauenberg von den Aufständischen. Jedoch blieben nichts als Ruinen übrig und die Benediktiner kamen nicht zurück.

### Wiederaufbau und Ansiedelung der Franziskaner ab 1620
Fünfzig Jahre lag der Frauenberg brach, ehe Fürstabt Balthasar von Dernbach das Marienheiligtum wiederaufbauen ließ. Aufgrund seiner Verbannung konnte aber nicht alles fertiggestellt werden. Fürstabt Friedrich von Schwalbach (1606–1622) kümmerte sich um die restlichen Bauarbeiten. Da es kein Zeugnis über eine Kirchweih in dieser Zeit gibt, ist davon auszugehen, dass die alte Ratgar-Kirche wiederaufgebaut worden war. Nach den Überlieferungen des Frauenbergs weihte der Mainzer Weihbischof Christoph Weber (1616–1633), der in Erfurt residierte, nur die Altäre. Nachdem die Gebäude auf dem Frauenberg wiederaufgebaut waren, wollte Fürstabt Friedrich das Kloster gern wieder an eine Ordensgemeinschaft vergeben.
Um nach den Wirren der Reformation die Bevölkerung wieder an den katholischen Glauben heranzuführen, nahm man Kontakt mit dem Provinzial der Kölnischen Provinz ("Colonia") der Franziskaner auf. Im Jahr 1618 wurde darum gebeten, einige Brüder für die Seelsorge nach Fulda zu entsenden, die sich dort niederlassen sollten. Der Provinzial gab seine Zusage. Nun blieb die Frage, wo man die Brüder am besten unterbringen konnte, da man das alte, 1246 erbaute Franziskaner-Kloster hinter der Stadtpfarrkirche den Jesuiten gegeben hatte. Franziskaner waren erstmals 1237 oder 1238 nach Fulda gekommen. Um 1550 hatten sie infolge der Reformation die Stadt verlassen müssen.
So zogen am 12. Februar 1620 vorerst zwei Franziskanerbrüder der Colonia feierlich in die Severikirche ein, die eine kleine angrenzende Wohnung für die Brüder hatte. Einen Konvent konnte man dort allerdings nicht unterbringen, und so wurde weiter nach einem geeigneten Ort gesucht. Den Vorschlag, die Franziskaner auf dem Frauenberg zu beheimaten, lehnte Fürstabt Friedrich ab. Doch nach seinem Tod 1622 übergab sein Nachfolger Fürstabt Johann Bernhard Schenk zu Schweinsberg den Frauenberg im März 1623 feierlich an die Franziskaner. Drei Patres, zwei Fratres und ein Laie zogen auf den Frauenberg.
Die Überlassungsurkunde für den Frauenberg wurde erst im Januar 1626 ausgestellt. In dieser Urkunde gab es zwei schwerwiegende Einschränkungen für die Franziskanerbrüder. Die erste Einschränkung lautete, dass die Franziskaner den Berg zu verlassen hatten, falls wieder Benediktiner in Fulda angesiedelt werden sollten oder der Fürstabt den Berg für etwas anderes bräuchte. Es wurde ihnen aber zugestanden, dass die Stadt in diesem Fall eine andere Bleibe für die Franziskaner finden würde. Die zweite Einschränkung war die Unveräußerlichkeit des Frauenberges. Kirche und Kloster auf dem Frauenberg sind bis heute formal Eigentum des Bischöflichen Stuhls. Abgesehen von diesen Einschränkungen wünschten sich die Franziskaner eine Unterkunft in der Stadt, da sie auf dem Frauenberg mit einigen Schwierigkeiten zu kämpfen hatten. Doch alle Schreiben an die verschiedenen Fürstäbte brachten keinen Erfolg, die Brüder blieben auf dem Frauenberg. 1627 trat die Kölnische Franziskanerprovinz neben anderen Klöstern auch den Frauenberg an die nach der Reformation wiedererrichtete Sächsische Franziskanerprovinz (Saxonia) ab.

### 1631 – 1887: Mehrfache Vertreibung und Rückkehr der Franziskaner
Während des Dreißigjährigen Krieges wurden auch Fulda und der Frauenberg 1631 besetzt, geplündert und verwüstet. Die Franziskanerbrüder wurden 1633 des Landes verwiesen, und der Frauenberg ging in den Besitz der hessischen Regierung über. 1634 wurde das Territorium allerdings wieder zurückgewonnen und die Franziskaner zogen wieder auf den Frauenberg und gehörten jetzt zu der 1633 wieder konstituierten Thüringischen Provinz von der hl. Hedwig („Thuringia“).

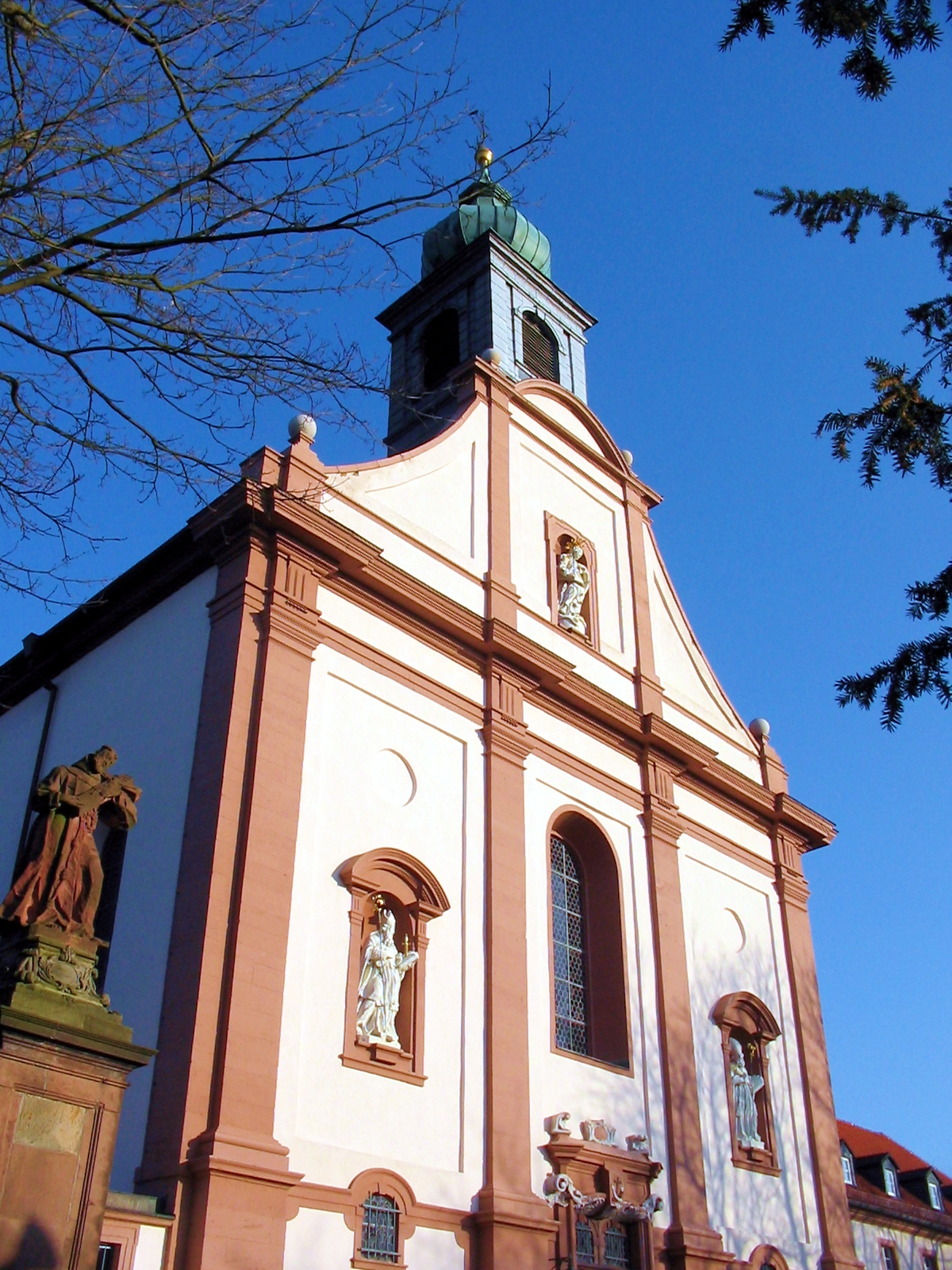
Die barocke Kirche des Klosters Frauenberg in Fulda

Zwischen 1737 und 1757 unternahmen die Franziskanerbrüder einige Renovierungsarbeiten am Kloster und der Kirche. Doch wurde ein Großteil der Gebäude durch einen Brand 1757 zerstört. Die Brüder bauten alles wieder auf, obwohl sie keine Verbleibsgarantie für den Frauenberg bekamen. Viele Arbeiten verrichteten die Brüder selbst, da sich Architekten, Kunstschreiner, Bildhauer und andere unter ihnen befanden. Trotzdem kamen noch immense Kosten hinzu, die durch Spenden finanziert wurden. Ende des 18. Jahrhunderts war alles fertiggestellt.
Doch bereits 1802 kamen weitere Probleme auf die Franziskaner zu. Da der Fürst von Hessen-Nassau das Hochstift Fulda übernommen hatte und nacheinander die Klöster der Benediktiner und Kapuziner geschlossen hatte, war der Verbleib des Klosters Frauenberg ungewiss. Doch es blieb vorerst bestehen.
Die Vereinigung Hessen-Kassels mit Preußen brachte zunächst Verbesserungen, da die preußische Verfassung die Selbstständigkeit der katholischen Kirche respektierte. Somit konnte sich das Kloster Frauenberg vergrößern. Doch der Kulturkampf in Preußen machte den Aufschwung zunichte. Im Mai 1875 wurde das Ordensgesetz verabschiedet, das besagte, dass alle Orden, die keine Krankenpflege betrieben, von preußischem Boden verwiesen wurden. Somit mussten auch die Franziskaner ihr Kloster Frauenberg aufgeben. Am 20. Oktober mussten die Brüder unter Polizeiaufsicht den Berg verlassen. Die Kirche und das Kloster wurden verschlossen. Vier Jahre später bot der preußische Staat der Stadt Fulda den Frauenberg für 20.000 Mark zum Kauf an und die Stadt willigte ein. Sogleich öffnete man wieder die Pforten der Kirche und des Klosters, und 1884 kamen die ersten vier Franziskanerbrüder ins Kloster zurück. Doch erst 1887 durften sie wieder als Ordensgemeinschaft im Kloster leben.

### Nationalsozialismus und Nachkriegszeit
Guardian des Klosters war ab 1939 Thaddäus Brunke. Da den Franziskanern das Terminieren nicht mehr möglich war, hatte er Lebensmittelspenden befreundeter Bauern entgegengenommen, was aufgrund der von den Nationalsozialisten 1936 verfügten Ablieferungspflicht für Lebensmittel nicht erlaubt war. Im Dezember 1940 wurde Pater Thaddäus verhaftet und schließlich in das KZ Dachau verbracht, wo er umkam. Das Kloster wurde beschlagnahmt. Die Franziskaner mussten noch im Dezember 1940 erneut den Frauenberg verlassen und durften außer Kleidung nichts mitnehmen. Das einzige Zugeständnis, das man ihnen machte, war, dass die Kirche und die Sakristei nicht beschlagnahmt wurden. Darin konnten die Brüder Heiligenfiguren und Kunstgegenstände unterbringen. Sie wurden angewiesen, Hessen-Nassau zu verlassen. Im Januar und Februar 1941 zog die Schule für den Sicherheitsdienst der SS ins Kloster, die aber 1942 nach Prag umzog. Die Druckerei wurde anschließend nach Berlin ins Reichssicherheitshauptamt gebracht. Anschließend wurden die Räumlichkeiten außer der Kirche, der Sakristei und der Bibliothek an die Lazarettverwaltung Fulda vermietet. Bei den Bombenangriffen auf Fulda im September 1944 blieb der Frauenberg verschont.
Die Amerikaner befreiten Fulda an Ostern 1945 und das Lazarett wurde im Juni aufgelöst. Somit war das Kloster Frauenberg wieder frei und es wurde beschlossen, dass es wieder in seine alten Rechte zurückkehren sollte. So zogen die Franziskanerbrüder wieder in das Kloster ein.

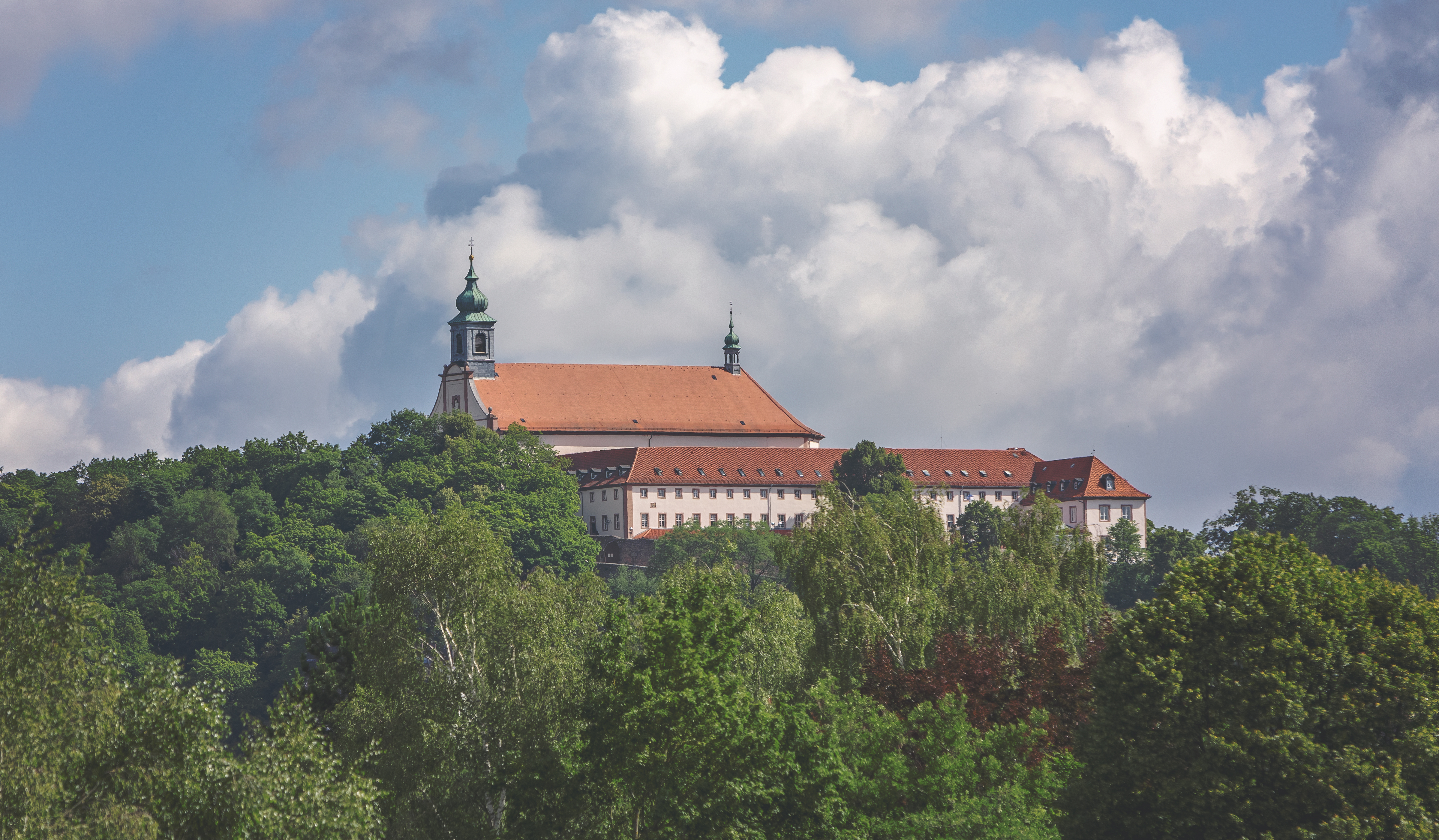
Kloster Frauenberg, von Neuenberg aus gesehen

Nach dem Krieg stieg die Zahl der Brüder immer weiter an und das Kloster wurde Ausbildungsort der Ordensprovinz. Doch in den 1960er-Jahren ging die Zahl der jungen Brüder immer weiter zurück und die Verhältnisse im Kloster Frauenberg änderten sich. In den 1970er-Jahren wurden die Probleme noch schlimmer. Doch das Kloster Frauenberg konnte sich behaupten. 1973/74 wurde sogar die Kirche renoviert, die Bibliothek wurde umgebaut und man richtete eine Alten- und Krankenstation ein.

### Das Kloster im 21. Jahrhundert

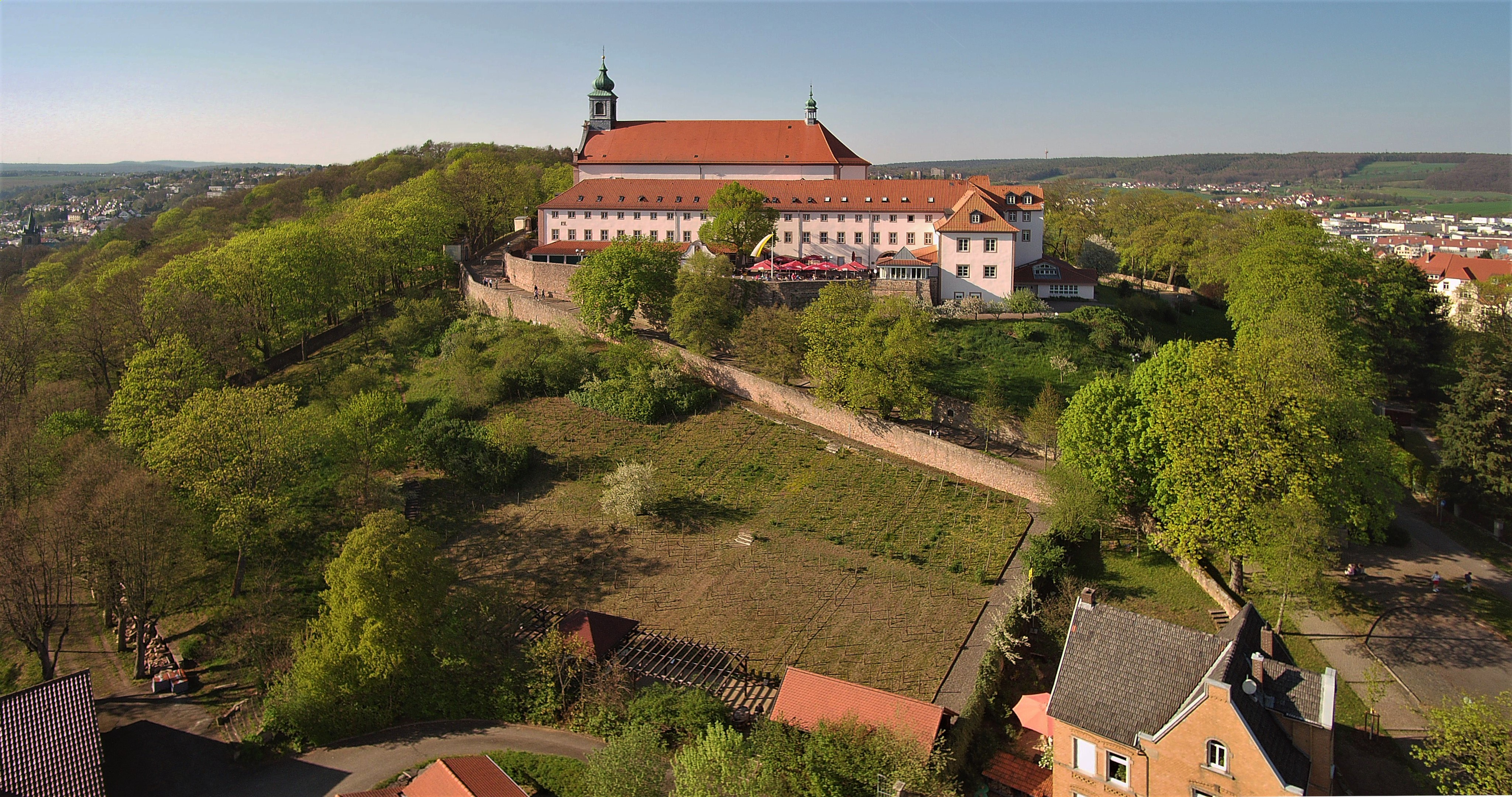
Der Frauenberg mit dem Weinberg am Südhang (2019)

Von 1999 bis 2004 wurde das Kloster gründlich renoviert und saniert. Es wurde auf die Bedürfnisse der nur noch wenigen Franziskaner angepasst, da die Räumlichkeiten des Klosters zu groß geworden waren. So entschied man sich für die Einrichtung eines Gästehauses im Klostergebäude.
Seit 1894 war im Kloster das Provinzialat der Thüringischen Franziskanerprovinz untergebracht, bis diese 2010 in der Deutschen Franziskanerprovinz aufging.
2016 ging die Deutsche Franziskanerprovinz eine enge Kooperation mit „antonius – Netzwerk Mensch“ ein, das in den Klostergebäuden ein inklusives Wohnprojekt für Menschen mit und ohne Behinderung einrichten und das Gästehaus weiterführen will.
Ende 2020 entschied die franziskanische Provinzleitung, die ca. 150.000 Bände umfassende Klosterbibliothek auf dem Frauenberg aufzulassen und Teilbestände zu veräußern, da die Trägerschaft personell und finanziell nicht mehr zu realisieren war. Die Bibliothek umfasste sowohl Bestände der bis 1968 bestehenden Ordenshochschule als auch für Stadt und Region Fulda bedeutenden Werke, die sog. „Fuldensia“. Das in Leipzig ansässige Antiquariat bookfarm veräußerte daraufhin Teile der historischen Klosterbibliothek im Internet, worauf Archivare und Bibliothekare mit besorgter Kritik reagierten und eine emotionale Lokalberichterstattung erfolgte. Die Stadt Fulda gründete daraufhin eine Arbeitsgruppe mit Vertretern aus Politik sowie der Hochschul-, Landes- und Stadtbibliothek, um den Rückkauf bedeutender Literatur abzuwickeln. In einer Stellungnahme versuchte die Leitung der Deutschen Franziskanerprovinz die „verzerrte Darstellung“ zu entkräften und versicherte, dass „die tatsächlich für die Stadt und Region Fulda bedeutenden Bestände, die sog. „Fuldensia“, sowie die für unsere franziskanische Geschichte und Spiritualität bedeutenden Werke („Franciscana“) in unserem Besitz verblieben“ seien. Das Antiquariat bookfarm stoppte den Verkauf der vor 1850 gedruckten Werke. Ein Teil der Bücher gelangte in die Hochschul- und Landesbibliothek Fulda.
Mangels Nachwuchs verringerte sich im Laufe der Jahrzehnte die Zahl der Franziskaner stetig. 2021 lebten noch zehn Brüder im Kloster Frauenberg. Sie führten vor allem seelsorgerische Tätigkeiten aus.

## Die Klosteranlage

### Kirche

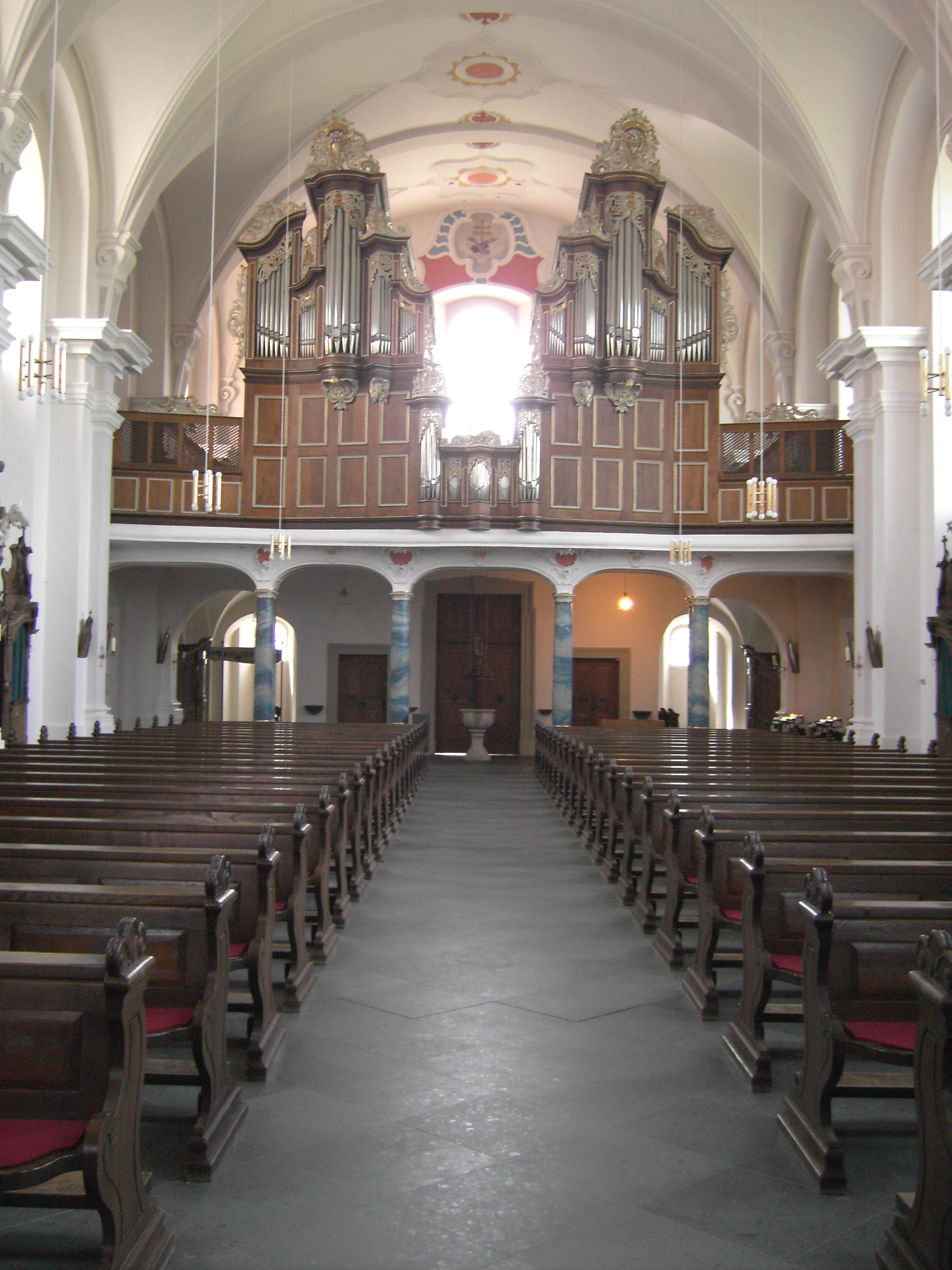
Innenraum – Blick zur Orgel

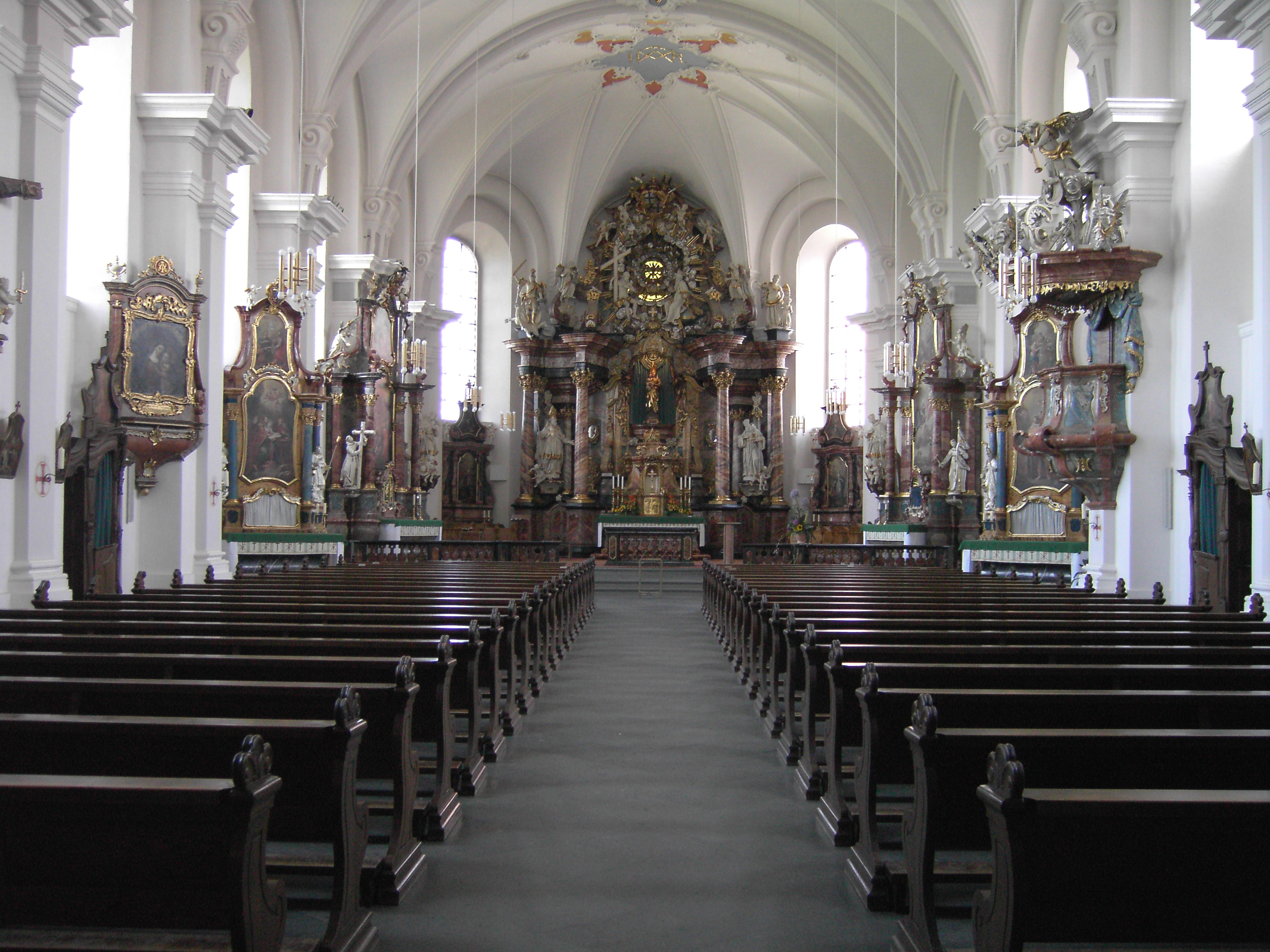
Innenraum der Klosterkirche mit Blick auf den Hochaltar

Die Klosterkirche in ihrer heutigen Form wurde nach dem Brand 1757 von 1758 bis einschließlich 1763 im späten Barockstil neu errichtet. Unter den Franziskanerbrüdern befanden sich Architekten und Bauhandwerker, wodurch sie ihre Kirche nach ihren Vorstellungen gestalten konnten. Architekt und Bauleiter der Klosterkirche auf dem Frauenberg war Bruder Cornelius Schmitt. Er entwarf die Pläne für die Kirche und deren sechs Seitenaltäre. Unterstützt wurde er von Bruder Hyazinth Wiegand, der auch den Hochaltar errichtete. Die Figuren wurden von Bruder Wenzelaus Marx gestaltet. Die Bilder im Innenraum der Kirche und an den Altären stammen vom Hofmaler Johann Andreas Herrlein. Die Weihe der Kirche fand am 10. Juli 1763 durch den Fuldaer Weihbischof Konstantin Schütz von Holzhausen statt.
Die Klosterkirche ist etwa 50 Meter lang und 16 Meter breit und hat einen einschiffigen Saalraum. Im Obergeschoss, der Empore, über dem Eingang befindet sich die Orgel. An der Kopfseite befindet sich der Hochaltar, der die gesamte Wand ausfüllt. Zentral ist dort die Statue der Muttergottes, die den Brand 1757 unbeschadet überstanden hatte. Insgesamt befinden sich an den Außenwänden des Innenraums noch sechs weitere Nebenaltäre. Außerdem gehört auch eine Kanzel an der Seitenwand zur Ausstattung der Kirche. Des Weiteren sind sechs Beichtstühle in der Klosterkirche für die Seelsorge und Spende des Bußsakramentes vorhanden. Außerdem befinden sich an den Wänden die Gemälde mit den 14 Stationen des Kreuzweges. Zum ehrenden Denkmal an ihre Märtyrerbrüder wurden vier Figuren an den Wänden angebracht.
Beim Umbau des Klosters Frauenberg zwischen 1999 und 2004 wurde eine Beichtkapelle an das Kirchengebäude angeschlossen.
In dem Jahr 1949 goss die Glockengießerei Otto in Bremen-Hemelingen für die Klosterkirche drei Bronzeglocken. Die Glocken sind gestimmt auf as – b – c. Sie haben folgende Durchmesser: 970 mm, 864 mm und 770 mm.

### Orgel
Die Orgel der Klosterkirche wurde 1891/92 von Wilhelm Sauer (Frankfurt/Oder) erbaut; von der ursprünglichen Disposition ist allerdings nur wenig erhalten. Der letzte große Umbau mit Dispositionsveränderungen fand sukzessiv zwischen den Jahren 1951 und 1963 durch Alban Späth statt. Die Orgel verfügt heute über folgende Disposition:
| I Hauptwerk    |       |
| Gedacktpommer  | 16′   |
| Prinzipal      | 8′    |
| Gedackt        | 8′    |
| Prästant       | 4′    |
| Rohrflöte      | 4'    |
| Sesquialter II |       |
| Oktave         | 2′    |
| Mixtur IV-V    | 1 ⁄3′ |
| Zimbel III     |       |
| Trompete       | 16′   |
| Trompete       | 8′    |
| Clairine       | 4′    |

| II. Werk           |        |
| Weitprinzipal      | 8′     |
| Rohrgedackt        | 8′     |
| Fernflöte          | 8′     |
| Oktave             | 4′     |
| Flöte              | 4′     |
| Nasat              | 2 ⁄3′  |
| Schwiegel          | 2′     |
| Terz               | 1 3⁄5′ |
| Scharfmixtur IV-VI | 1′     |
| Kopftrompete       | 8′     |
| Tremulant          |        |

| III. Werk       |      |
| Singend Gedackt | 8′   |
| Gedacktflöte    | 4′   |
| Salizional      | 4′   |
| Prinzipal       | 2′   |
| Sifflöte        | 1′   |
| Terzian II      |      |
| Zimbel III      | 1⁄2′ |
| Dulzian         | 16'  |
| Tremulant       |      |
| Zimbelstern     |      |

| Pedalwerk       |            |
| Prinzipalbaß    | 16′        |
| Subbaß          | 16′        |
| Zartbaß         | 16′        |
| Quinte          | 10 2⁄3′    |
| Oktavbaß        | 8'         |
| Gedacktbaß      | 8′         |
| Choralbaß       | 4'         |
| Larigot         | 1 ⁄3′ + 1' |
| Rauschpfeife II | 2 ⁄3′      |
| Posaune         | 16′        |
| Trompete        | 8'         |
| Tremulant       |            |

I Hauptwerk, II. Werk und Pedalwerk: Elektrische Kegelladen

III. Werk: Elektrische Taschenladen

### Klosterfriedhof

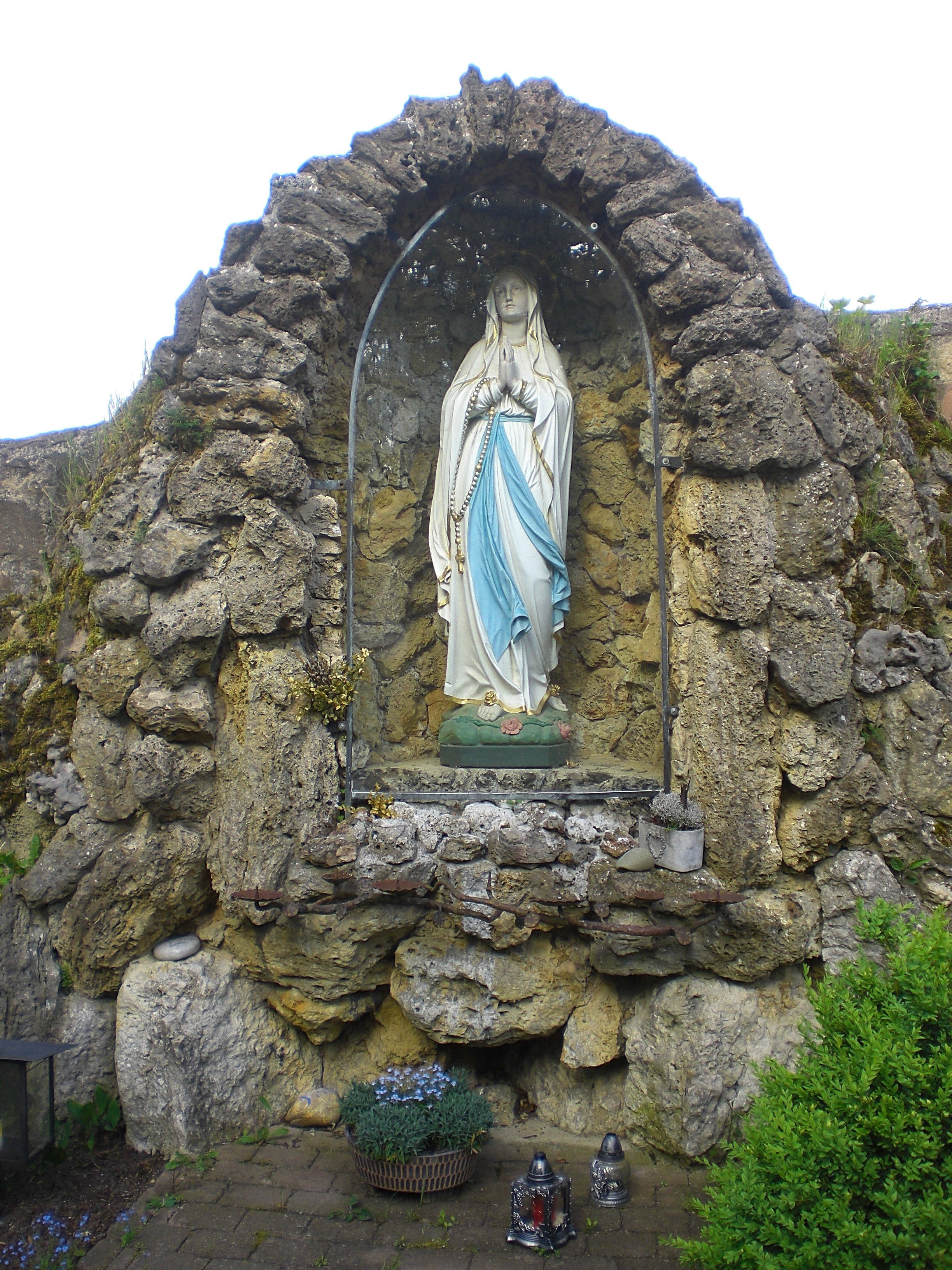
Am Eingang zum Klosterfriedhof steht diese Marien- oder Lourdesgrotte

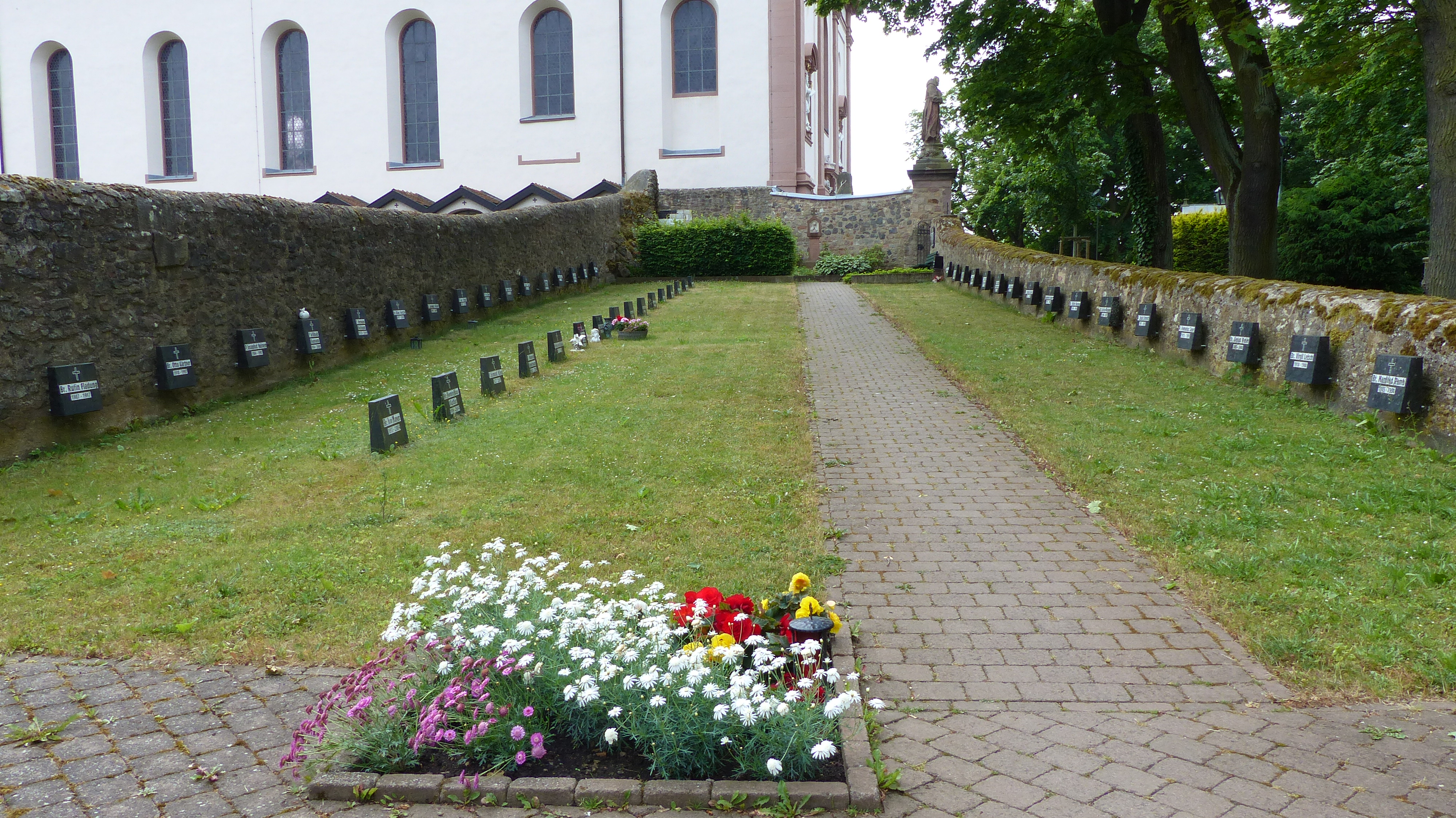
Die Grabreihen der verstorbenen Klosterbrüder.

Neben der Kirche liegt, hinter den hohen Klostermauern der Klosterfriedhof verborgen. Den Eingang ziert eine Marien- oder Lourdesgrotte. Im Anschluss befinden sich die Grabstätten der verstorbenen Franziskanerbrüder.

### Klostergarten

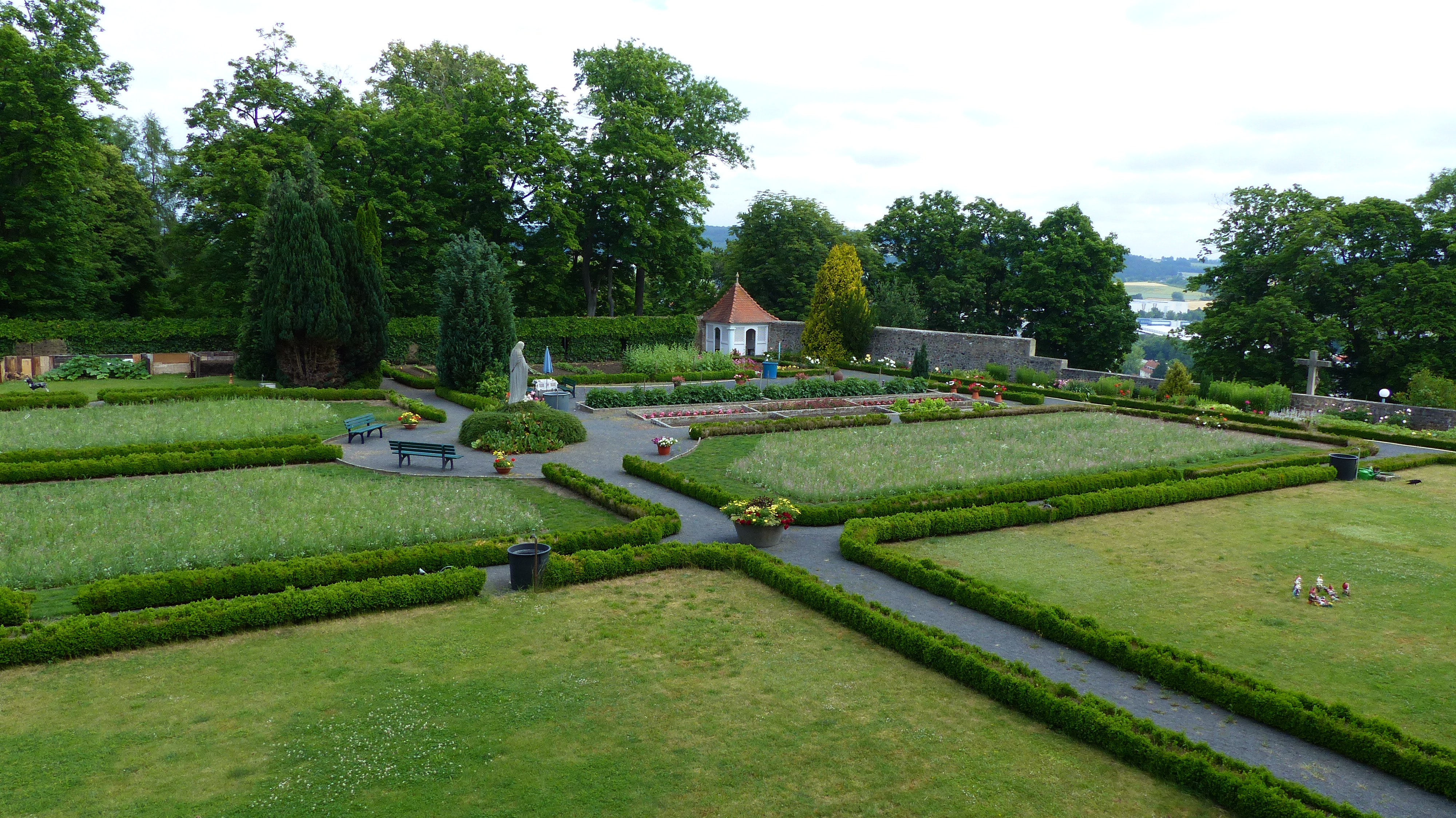
Der weiträumige Klostergarten

Neben der Kirche liegt, hinter einer hohen Mauer verborgen, der weitläufige Klostergarten, der heute für Besucher zugänglich ist.
Der Garten stammt wie die gesamte Klosteranlage aus der Zeit des Barock. Er diente der Ordensgemeinschaft früher als Nutz- und Ziergarten und Ort des Gebets und der Stille.

### Gästehaus

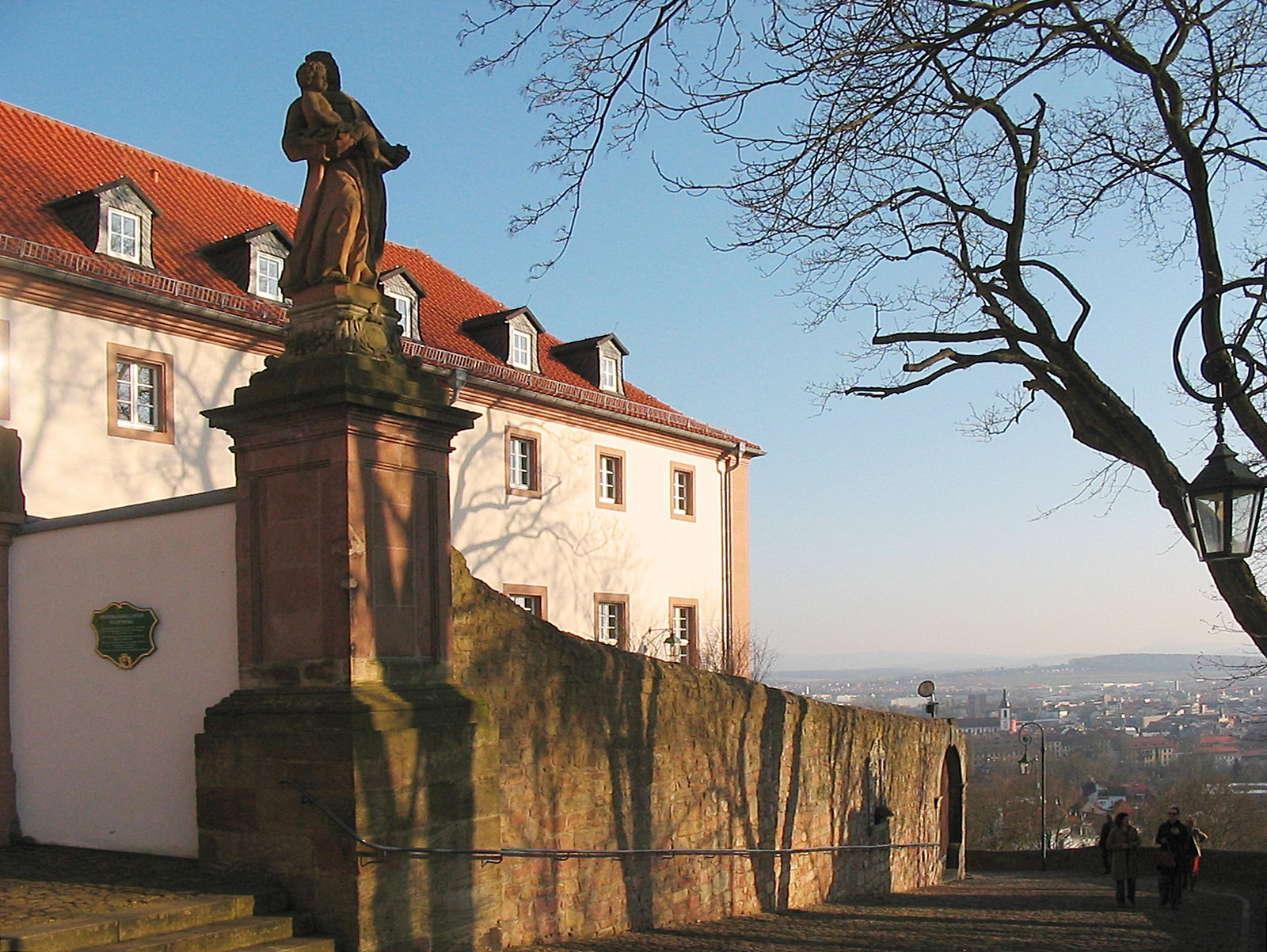
Profil des Gästehauses Kloster Frauenberg

Bei Umbaumaßnahmen von 1999 bis 2004 wurde ein Teil des Klostergebäudes in ein Gästehaus umgewandelt. Es bietet Übernachtungsmöglichkeiten in 21 Einzel- und Doppelzimmern. Außerdem gibt es einige Tagungs- und Gruppenräume, die für Tagungen, Konzerte oder Vorträge vermietet werden. Daneben bietet das Kloster die Möglichkeit, an Exerzitien oder Gebeten der Franziskanerbrüder teilzunehmen.